# U Tucanae
U Tucanae är en pulserande variabel av Mira Ceti-typ (M) i stjärnbilden Tukanen. 
Stjärnan varierar mellan visuell magnitud +8,0 och 14,8 med en period av 262 dygn.